# Roberto Guzmán Montt
Roberto Guzmán Montt (Santiago de Chile, 8 de junio de 1876 - Santiago de Chile, 9 de enero de 1942), fue un abogado y político chileno.

## Biografía

### Primeros años de vida
Es hijo del servidor público José Eugenio Guzmán Irarrázaval y de Rosa Montt y Montt. Fue sobrino del Presidente de la República Pedro Montt Montt, y nieto de Manuel Montt; siendo también su hermano el destacado Jorge Guzmán Montt. Perteneció a la emblemática familia Montt.
Hizo sus primeros estudios en Europa, en París, y vuelto a Chile, ingresó primero al Colegio de los Sagrados Corazones de Santiago y al Instituto Nacional después, donde terminó las humanidades. Cursó Leyes en la Universidad del Estado, obteniendo su título de abogado en junio de 1901, con la tesis: "La estadística".

### Matrimonio e hija
Se casó con Luisa Hurtado Vial (falleció el 4 de octubre de 1953) y tuvieron única hija; María Luisa Guzmán Hurtado que se casó con Gustavo Gandarillas Prieto (ingeniero civil) quienes tuvieron cuatro hijas.

### Vida política
Por primera vez en el Congreso Nacional, en representación del partido Liberal, para el periodo 1912-1915, como diputado por Lontué y Curepto; fue miembro del Comité Parlamentario del Partido Nacional e integró la Comisión Permanente de Relaciones Exterores y Colonización. 

### Vida pública
Dentro de otras actividades, fue regidor y alcalde de Las Condes.
Ministro de Instrucción y Obras Públicas durante la administración del presidente Juan Luis Sanfuentes (23 de diciembre de 1915- 8 de enero de 1916). 
Se dedicó a la agricultura. Socio del Club de La Unión y del Club de Viña del Mar. Fue quien inició las obras de construcción de la Biblioteca Nacional. Fue, también, administrador de la Casa de Orates de Santiago. 